# Patrick Schmidt
Patrick Schmidt (22 juli 1998) is een Oostenrijks voetballer die doorgaans als centrumspits speelt. In 2016 maakte hij de overstap van de jeugd van Admira Wacker naar het eerste elftal.

## Clubcarrière
Schmidt begon zijn carrière bij de jeugd van UFC St. Georgen om in 2011 de overstap te maken naar de jeugd van Admira Wacker. In 2016 vervoegde hij het eerste elftal. Op 20 juli 2016 debuteerde Schmidt in de Europa League in de met 2–0 gewonnen wedstrijd tegen Kəpəz PFK. In de achtendertigste minuut kwam hij de geblesseerde Dominik Starkl vervangen. Hij scoorde tijdens zijn debuut de 0–2. Vier dagen later maakte Schmidt zijn debuut in de Bundesliga. Tijdens de wedstrijd op SV Mattersburg kwam hij drie minuten voor tijd Dominik Starkl vervangen. Zijn eerste doelpunt in de Bundesliga maakte Schmidt op 13 mei 2017 in de wedstrijd tegen Wolfsberger AC waar Schmidt het winnende doelpunt scoorde.

## Clubstatistieken
| Seizoen     | Club          | Competitie  | Competitie | Competitie | Beker | Beker | Internationaal | Internationaal | Totaal | Totaal |
| Seizoen     | Club          | Competitie  | Wed.       | Dlp.       | Wed.  | Dlp.  | Wed.           | Dlp.           | Wed.   | Dlp.   |
| ----------- | ------------- | ----------- | ---------- | ---------- | ----- | ----- | -------------- | -------------- | ------ | ------ |
| 2016/17     | Admira Wacker | Bundesliga  | 15         | 1          | 2     | 1     | 1              | 1              | 18     | 3      |
| 2017/18     | Admira Wacker | Bundesliga  | 20         | 6          | 1     | 0     | 0              | 0              | 21     | 6      |
| 2018/19     | Admira Wacker | Bundesliga  | 13         | 3          | 1     | 0     | 2              | 0              | 16     | 3      |
| Club totaal | Club totaal   | Club totaal | 48         | 10         | 4     | 1     | 3              | 0              | 55     | 11     |

Bijgewerkt op 120 januari 2019

## Interlandcarrière
Schmidt doorliep de verschillende jeugdploegen van het nationale elftal.